# The Algorithm
«The Algorithm» — це музичний проєкт французького музиканта Ремі Гальєго (народився 7 жовтня 1989 року). Його стиль — це суміш електронної музики, прогресив-металу та дженту. Гальєго вибрав таке ім'я проєкту, щоб виділити складність музики та її електронну природу в цілому.

## Історія

### Ранні роки
Після розпаду його колишньої групи «Dying Breath» Ремі Гальєго в 2009 році вирішив знайти потенційних членів для групи, яка була б зосереджена на стилі маткор. Після безплідних пошуків, за допомогою своєї гітари та DAW Гальєго починає написання музики.
В грудні 2009 року та липні 2010 він публікує два демо — «The Doppler Effect» та «CRITICAL.ERROR», які були викладені на власному сайті з безкоштовним скачуванням. Наприкінці 2010 року він оголосив, що працював над новим EP з назвою «Identity» (не був завершений). Також він розпочав підготовку до першого живого виступу.

### Перший виступ наживо та прихід Майка Мальяна

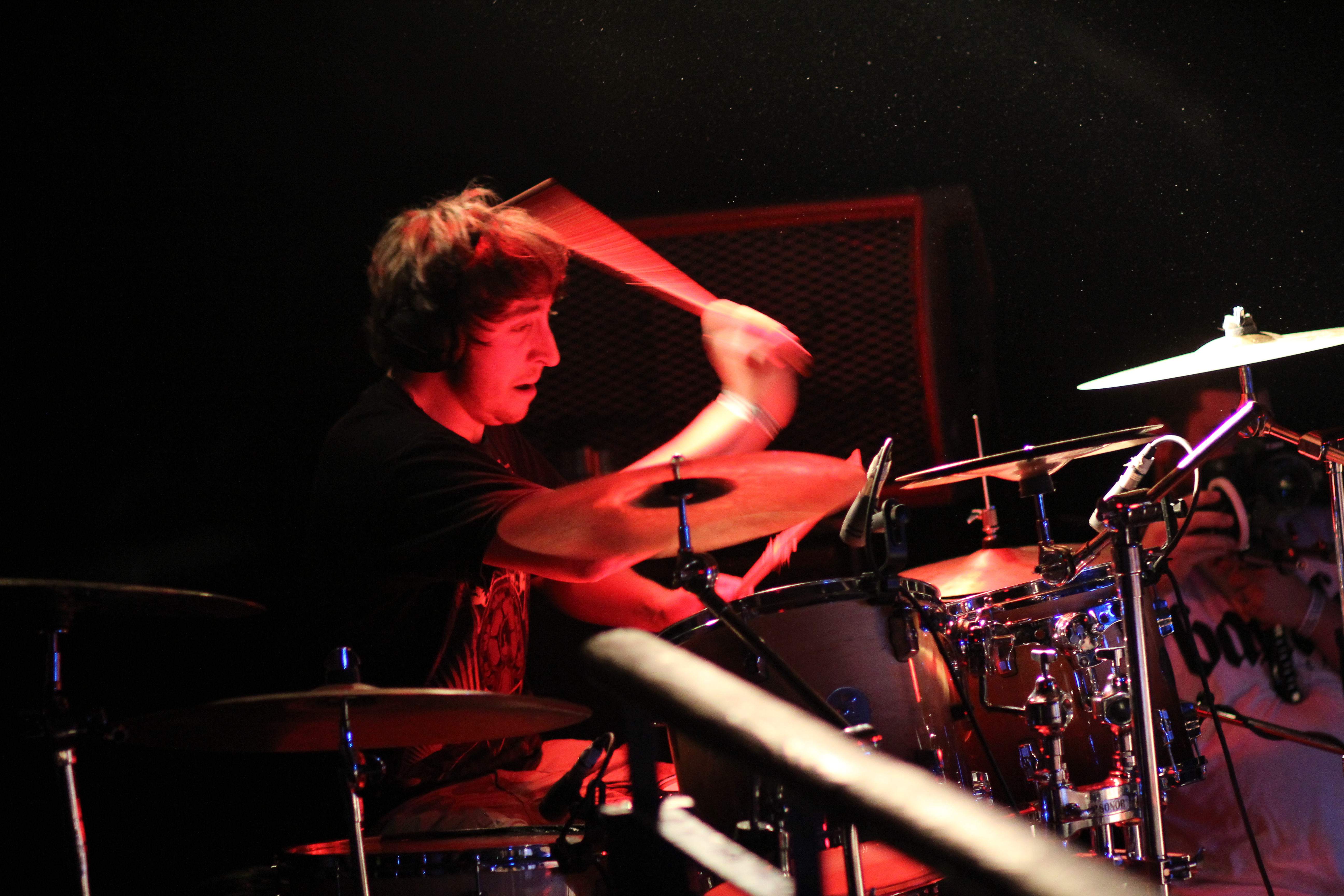
Майк Мальян наживо з «The Algorithm» (2012)

В серпні 2011 року «The Algorithm» випустив компіляцію під назвою «Method_».
Жовтень 2011 року ознаменувався виступом на фестивалі Euroblast Festival в Кельні, де The Algorithm виступав поруч з такими гуртами як Textures, TesseracT та Vildhjarta.
Місяцем пізніше Майк Мальян, ударник гурту Monuments, завантажив кавер на трек «Isometry» на YouTube. Побачивши цей ролик, Гальєго переконався, що можна було б грати свої пісні на реальній барабанній установці і Майк був представлений як акомпанемент під час живих виступів.
"Перш ніж він зіграв кавер на Isometry вживу, один рік тому я не мав ідеї, як можна зіграти мої програмні ударні з такою самовідданістю, музикальністю та точністю. Він справді був захоплений тим, щоб грати зі мною наживо і ми вирішили зробити це. Я не можу бути більш щасливим, ніж від того, як попрацювати з таким великим другом / музикантом."
У тому ж місяці The Algorithm підписав контракт з британським лейблом Basick Records.

### Випуск на Basick Records таPolymorphic Code(2012–2013)
В січні 2012 року «The Algorithm» випустив сингл «Tr0jans» на Basick Records, який був доступний тільки в цифровому вигляді. Далі пішли виступи на фестивалях таких як Djentival в Карлсруе, Німеччина, а також на британському Tech-Metal Fest, де проєкт виступив поруч з Uneven Structure та Chimp Spanner. 19 листопада 2012 року дебютний альбом «Polymorphic Code» вийшов на Basick Records, який містив сім раніше невиданих треків, а також пісню «Tr0jans».
В січні 2013 року The Algorithm грав разом з Enter Shikari та Cancer Bats на концерті в Парижі. В квітні 2013 року The Algorithm зіграв свій перший живий виступ у Великій Британії з новим концертним музикантом, гітаристом Максом Мішелем. 17 червня 2013 року The Algorithm був нагороджений журналом Metal Hammer як найкращий андерграундний артист року за вибором читачів Metal Hammer.
У вересні-жовтні 2013 року The Algorithm гастролював континентальною Європою з Uneven Structure та Weaksaw. Проте, Майк Мальян не був в змозі брати участь в цьому турі; Борис Ле Гал з NeonFly його замінив. Концертний склад гурту також брав участь у турі по Великій Британії з Hacktivist протягом листопада-грудня 2013 року.

### Вихід Макса Мішеля, «Octopus4» (2013— наш час)
В грудні 2013 року гурт грав на концерті в Парижі з Uneven Structure, Kadinja and Cycles: через тиждень після цього було оголошено, що Макс Мішель більше не буде виступати з Ремі, бо був прийнятий в музичний коледж Берклі і більше не може виступати регулярно.
Другий альбом «The Algorithm» «Octopus4» був виданий 2 червня 2014 року. Разом з релізом альбому була оголошена краундфандингова кампанія на гру, музику до якої виконав Ремі.

## Стиль
The Algorithm робить суміш різних жанрів електронної музики з елементами маткору та прогресив-металу. Для живих виступів Ремі Гальєго використовує Akai APC40, MIDI-контролер, створений компанією Akai в співробітництві з компанією Ableton, в з'єднанні з працюючою на ноутбуці Ableton Live. Крім того, спотворений жіночий голос, який можна почути на майже всіх релізах, наданий Флораном Ляторром, другом Гальєго.

## Дискографія
Альбоми
- «Polymorphic Code» (2012)
- «Octopus4» (2014)
- «Brute Force» (2016)

Демо
- «The Doppler Effect» (2009)
- «CRITICAL.ERROR» (2010)

Сингли
- «Tr0jans» (2012)
- «synthezi3r» (2014)
- «Terminal» (2014)
- «Neotokyo» (2015)
- «Floating Point (Vaporwave Remix)» (2016)
- «Rootkit (Chiptune Remix)» (2016)

EP
- «Identity» (2010)
- «Brute Force: Overclock» (2016)
- «Brute Force: Code Source» (2017)

Збірки
- «Method_» (2011)